# Saarski protektorat
Saarski protektorat, službeno Saarska (fra. Sarre, njem. Saarland) bio je kratkotrajni protektorat (1946. – 1957.) odijeljen od Njemačke nakon njezinog poraza u Drugom svjetskom ratu, kojim je upravljala Francuska u doba četvrte republike. Nakon ponovnog pridruživanja SR Njemačkoj (Zapadnoj Njemačkoj) 1957. postala je najmanja "savezna država" (Bundesland) Saarland, ne računajući "gradske države" (njem. Stadtstaaten) Zapadnog Berlina, Hamburga i Bremena. Ime je dobio po rijeci Saar, pritoku Moselle.
Regija oko rijeke Saar i njenih pritočnih dolina je područje bogato mineralima, te ekonomski važno i jako industrijalizirano područje. Područje je naseljeno njemačkim stanovništvom. Ima dobro razvijenu prometnu infrastrukturu i bilo je jedno od središta industrijske revolucije u Njemačkoj. Oko 1900. regija je treće po veličini područje industrije ugljena, željeza i čelika u Njemačkoj (nakon Ruhrskog područja i Gornješleskog bazena ugljena). Po završetku Prvog svjetskog rata, regija je od 1920. do 1935.bila pod pod upravom Lige naroda kao Teritorij porječja Saara.
Zemljopisno gledano, Saarski protektorat formiran nakon Drugog svjetskog rata podudarao se s današnjom njemačkom državom Saarskom (njem. Saarland), uspostavljenom nakon što je 1. siječnja 1957. godine pripojena Zapadnoj Njemačkoj. Od završetka Drugog svjetskog rata do 1951. saveznici su aktivno provodili politiku deindustrijalizacije područja i rastjerivanja radnika u industriji, a regija je 1946. godine postala protektorat pod francuskom kontrolom. Pod sve većim pritiscima za jačanje Zapadne Njemačke tijekom Hladnog rata Francuzi su dopustili ponovnu industrijalizaciju, a 1957. vračaju Zapadnoj Njemačkoj punu kontrolu nad regijom.

## Povijest
Francuska je Saarsku regiju prvi put pripojila 1685. ("bailliage de Sarrelouis") i ponovo okupirala tijekom i nakon Francuske revolucije (1790. – 1798.) i Napoleonskih ratova, kada je uključena u Prvo francusko carstvo kao département de la Sarre od 1798. do 1814.

### Poslije Prvog svjetskog rata
Prema Versajskom ugovoru, Saar su u početku okupirale vojne jedinice Ujedinjenog Kraljevstva i Francuske. Godine 1920. Ujedinjeno Kraljevstvo i Francuska uspostavile su nominalno neovisno okupacijsko područje pod upravom Lige naroda, tzv. Teritorij saarskog sliva. Veći dio tog teritorija formiran je odvajanjem od pruske Rajnske pokrajine, a pripojena su joj i dva bavarska okruga (Homburg i St. Ingbert) iz regije Palatinat. Za trajanja mandata Lige naroda 15 godina su u regiji bile stacionirane vojne jedinice iz Italije, Švedske i Ujedinjenog Kraljevstva kao vojna misija sve do 1935. Saarsku industriju ugljena, dominantnu industriju u tadašnjoj regiji, Francuska je nacionalizirala i izravno upravljala njome kao oblik ratne reparacije za uništavanje francuskih rudnika od njemačke vojske tijekom povlačenja 1918.

#### Plebiscit
Dana 13. siječnja 1935., na tom je području krajem 15-godišnjeg francuskog mandata održan referendum koji je rezultirao snažnom podrškom pripojenju Njemačkoj. 90,7% birača glasalo je za pripojenje Njemačkoj, a 0,4% glasalo je za uniju s Francuskom. Drugi (8,9%) su zagovarali treću opciju nastavka britansko-francuske okupacijske uprave. Nakon političkih agitacija i propagande kancelara Adolfa Hitlera za ponovno ujedinjenje Saarlanda s Trećim Reichom (Rückgliederung des Saarlandes), područje je ponovo pripojeno Njemačkoj 1935. Teritorij Saarlanda nije podijeljen između Pruske Rajnske provincije i bavarskog Palatinata, već se ujedinilo s potonjim kao Gau Saar-Palatinat (Saarpfalz). Godine 1942. preimenovan je u Westmark ("Zapadna granica") Trećeg Reicha. Ovo preimenovanje trebalo je biti priprema za teritorijalno proširenje regije dijelovima okupirane Francuske Lorene, ali se to, međutim, nije ostvarilo.

### Poslije Drugog svjetskog rata
U srpnju 1945., dva mjeseca nakon završetka Drugog svjetskog rata u Europi, savezničke su se snage premjestile s područja koja su osvojile u pripadajuće okupacijske zone. Dana 10. srpnja 1945. američke su snage napustile Saarsko područje, a francuske su trupe uspostavile svoju okupacijsku upravu. Dana 16. veljače 1946. Francuska je odvojila Saarsko područje od savezničkih okupacijskih zona i uspostavila zasebni Saarski protektorat, koji nije više bio pod zajedničkom savezničkom jurisdikcijom.
Francuske su vlasti između 1946. i 1947. deportirale ukupno 1820 stanovnika Saara, ali je većini kasnije bilo dopušten povratak. Međutim, Francuska nije pristala na deportacije i premještanja stanovništva koja su odlučili saveznici u Potsdamskom sporazumu bez francuskog odobrenja, stoga je Francuska odbila prihvatiti ratne izbjeglice ili prognanike iz istočnih teritorija u Saarski protektorat ili u francusku zonu. Francuska je uprava ipak dopustila domaćim žiteljima Saara koje su protjerali nacisti (npr. politički prognanici i prognanici Židovi) ili izbjeglicama nakon evakuacija od zračnih napada, da se vrate u područja pod francuskom kontrolom. Francuska je nastojala pridobiti stanovništvo Saara za svoj projekt buduće aneksije.
Glavni razlog francuske želje za ekonomskom kontrolom Saara bila su velika nalazišta ugljena. Nakon što je Saarski protektorat kasnije ponovo pripojen Njemačkoj, Francuskoj je ponuđen jedan oblik obeštećenja za ekonomski gubitak, tj. ugovor koji je Francuskoj dopuštao eksploataciju ugljena iz ležišta ugljena Warndt do 1981. godine.
Dana 20. srpnja 1946., 109 općina pruske Rajnske pokrajine unutar francuske okupacijske zone pripojeno je Saarskom području. Do 18. prosinca 1946. uspostavljena je carinska kontrola između Saarskog područja i okupirane Njemačke pod savezničkom upravom. Daljnjim teritorijalnim prekrojavanjem između Saarskog protektorata, koji je konstituiran početkom 1947. godine, i susjedne njemačke savezne države Rajne-Palatinat (novoosnovane savezne države uspostavljene 30. kolovoza 1946. u francuskoj okupacijskoj zoni), 61 općina je ponovo pripojena Njemačkoj, dok je 13 drugih općina ustupljeno Saarskom protektoratu između 8. lipnja 1947. i 1949., nakon čega je još jedna općina pripojena Saaru kasnije iste godine.
U svom poznatom govoru, održanom u Stuttgartu 6. rujna 1946., američki državni tajnik James F. Byrnes je izjavio da je američki motiv odvajanja Saara od Njemačke taj da "Sjedinjene Države ne osjećaju da mogu odbiti zahtjev Francuske za pripojenje teritorija Saara, pošto ju je Njemačka u 70 godina tri puta napala".
Dana 16. srpnja 1947. saarska marka zamijenila je reichsmarku kao zakonsko sredstvo plaćanja u Saarskom protektoratu, nakon čega je 15. studenoga iste godine uslijedila integracija Saarskog protektorata u područje francuske valute. Od 1954. godine u opticaju su bile samo novčanice francuskih franaka, ali izdane su i kovanice saarskog franka, dizajnirane slično francuskim kovanicama. Dana 15. prosinca 1947. u Saarskom protektoratu je izglasan novi Ustav čime je teritorij promijenio ime u Saarland (Saarska) i imao je izabranu vladu pod kontrolom francuskog visokog povjerenika Gilberta Grandvala. U prosincu 1947. godine došlo je do velikih poplava uz rijeku Saar, čiji je vodostaj premašio najviše razine u posljednjih 150 godina, što je pokrenulo opsežne operacije pomoći stanovništvu. Dana 23. ožujka 1948. potvrđena je carinska unija s Francuskom, koja je stupila na snagu 1. travnja. U srpnju iste godine stanovništvo Saarlanda izgubilo je njemačko državljanstvo i dobilo autonomno Saarsko državljanstvo.
U prvom razdoblju nakon Drugog svjetskog rata savezničke su sile u okupiranoj Njemačkoj vodile politiku deindustrijalizacije (vidi industrijske planove za Njemačku). Kao dio ove politike, postavljena su ograničenja na dopuštene razine proizvodnje, a industrije u Saarskoj demontirane su kao i one u Ruhru, ali ta je politika brzo bila napuštena sredinom 1946. i početkom 1947. godine.
Prema Monnetovom planu, Francuska je pokušala steći ekonomsku kontrolu nad njemačkim industrijskim područjima u dodijeljenim zonama, posebno područjima s velikim nalazištima ugljena i minerala, poput Ruhra (u britanskoj zoni) i Saara. Slični pokušaji da se stekne kontrola ili trajno internacionalizira Ruhr (vidi Međunarodna uprava za Ruhr) napušteni su 1951. godine, kada je Francuska odbacila svoje ciljeve hegemonije na europskom tlu utemeljene na neprijateljstvu prema susjednim zemljama. S uspostavom američke i sovjetske dominacije nad Europom, francuska je vlada poduzela povijesni korak i donijela odluku da jedini održivi politički model za budućnost leži u europskim integracijama. To je rezultiralo izglasavanjem Schumanove deklaracije 1950. godine, plana kojeg je većinom izradio Jean Monnet. Shumanov plan je Francusku i Njemačku postavio kao jezgru nove Europe, što zahtijevalo približavanje i uspostavu bliskih veza između dviju država. Kao prvi korak Francuska i Njemačka trebale su sklopiti sporazum o udruživanju svojih resursa ugljena i čelika (vidi Europska zajednica za ugljen i čelik). Njemačka je uvjetovala sudjelovanje u planu povratkom potpune političke kontrole nad njemačkom industrijom, ali Francuska je ipak odgodila povratak Saara u nadi da će učvrstiti svoju ekonomsku kontrolu nad regijom.
Pod francuskom vlašću, pronjemačkim je strankama u početku bilo zabranjeno sudjelovanje na izborima. Francuske su vlasti davale veliku podršku frankofilskom pokretu Mouvement pour le Rattachement de la Sarre à la France, kojeg su osnovali saarski prognanici u Parizu početkom 1945. i politički razvili povratkom na saarsko područje sa završetkom rata. Međutim, aneksija Francuske nije dobila podršku većine stanovništva Sarra. Na općim izborima u prosincu 1952. 24% birača glasalo je nevažećim listićem kao podrška zabranjenim pronjemačkim strankama (većina je i dalje glasovala za jednu od legalnih stranaka koja je htjela da Saar ostane autonomno područje).

### Referendum i ponovno ujedinjenje s Njemačkom
U Pariškim sporazumima 23. listopada 1954. Francuska je ponudila uspostavu neovisnog "Saarlanda" pod pokroviteljstvom Zapadnoeuropske unije (WEU), ali je stanovništvo na referendumu održanom 23. listopada 1955. odbio ovaj plan sa 67,7% glasova protiv i 32,3% za (prema izlaznosti od 96,5%: 423.434 protiv i 201.975 za) unatoč javnoj potpori zapadnonjemačkog kancelara Konrada Adenauera tom planu. Odbijanje plana od strane saarskog stanovništva protumačeno je kao podrška pridruživanju Saara Saveznoj Republici Njemačkoj.
Dana 27. listopada 1956. Saarskim ugovorom utvrđeno je da bi se Saarlandu trebalo dopustiti pridruživanje Zapadnoj Njemačkoj, kako je predviđao članak 23 Ustava. Saarland se ujedinio s Njemačkom 1. siječnja 1957. godine. Kao kompenzacija Francuskoj, Zapadna Njemačka morala je pristati na kanaliziranje rijeke Moselle. Time su smanjeni troškovi prijevoza metalurškoj industriji u francuskoj pokrajini Lorraine. Zapadna Njemačka je također pristala da se francuski jezik uči kao prvi strani jezik u školama u Saarlandu. Iako više nije obvezujući, taj je sporazum i dalje na snazi i uglavnom se slijedi običajna praksa.
U ugovoru je također navedeno da će novčana unija sa Zapadnom Njemačkom uspostaviti do 1960. kada će se saarski i francuski franak zamijeniti njemačkom markom. Datum zamjene novčanih jedinica trebao se držati u tajnosti i bio je označen u dokumentima kao "dan X". Iako se Saarski protektorat pridružio Zapadnoj Njemačkoj (kao Saarland) 1. siječnja 1957., franak je ostao zakonsko sredstvo plaćanja do 6. srpnja 1959. godine. Tako je ponovno ujedinjenje s Njemačkom na posljetku dovršeno nakon više od 13 godina razdvojenosti.
Teritorijalni spor oko kontrole nad Saarlandom bio je jedan od posljednjih među državama članicama i doveo je do toga da Zastava europske unije ima politički neutralno prsten od dvanaest zvjezdica umjesto prvotno predloženih 15 (jedna od kojih je trebala predstavljati nominalno neovisni Saar kao člana Vijeća Europe).

## Ministri predsjednici
Prvi izbori za parlament Saarskog protektorata održani su 5. listopada 1947., a četiri su stranke dobila dopuštenje za kandidaturu, Kršćanska narodna stranka Saarlanda (CVP), Socijaldemokratska partija Saarlanda (SPS), Demokratska stranka Saarlanda (DPS) ) i Komunistička partija Saarlanda (KPS). Prvi Landtag donio je zakon kojim je utvrđen ustav Saarlanda 15. prosinca 1947. godine. Najuspješnija stranka, CVP pod vodstvom Johannesa Hoffmanna, formirala je prvu vladu sa SPS-om.
- 1947. – 1952.: Johannes Hoffmann (CVP), prvi mandat
- 1952. – 1955.: Johannes Hoffmann (CVP), drugi mandat, podnio ostavku nakon što je Saarski statut propao na referendumu
- 1955. – 1956.: Heinrich Welsch (neovisni), vodio je vladu do kraja mandata
- 1956. – 1957.: Hubert Ney (CVP), dao ostavku nakon ponovnog ujedinjenja zbog stranačkih svađa

## Ostali službenici

### Guverner
Gilbert-Yves-Edmond Grandval 30. kolovoza 1945. – 10. siječnja 1948. (preuzima dužnost 7. rujna 1945.)

### Visoki komesar Francuske Republike u Saarlandu
Gilbert-Yves-Edmond Grandval 10. siječnja 1948. – 5. ožujka 1952.

### Šefovi diplomatskog predstavništva Francuske Republike u Saarlandu
- Gilbert-Yves-Edmond Grandval 1. siječnja 1952. – 8. srpnja 1955.
- Charles-Marie-Eric de Carbonnel 8. srpnja 1955. – 27. listopada 1956.

## Sport
Saar se natjecao na ljetnim olimpijskim igrama 1952. u Helsinkiju, a nogometna reprezentacija Saarlanda sudjelovala je u kvalifikacijskom dijelu Svjetskog prvenstva u nogometu 1954., ali se nije uspjela kvalificirati nakon što je osvojila drugo mjesto iza reprezentacije Zapadne Njemačke, ali ispred Norveške. Helmut Schön, kasnije svjetski i europski prvak u dresu Zapadne Njemačke, bio je trener Saarske momčadi od 1952. sve dok Saarska nije postala dio Zapadne Njemačke 1957.
Amateurliga Saarland bila je lokalna liga unutar sustava njemačke nogometne lige. Momčad 1. FC Saarbrücken sudjelovala je na prvom europskom kupu 1955. godine.

## Poštanske marke
Saarsko područje izdavalo je vlastite poštanske marke od 1920. do 1935. i od 1947. do 1959.

## Vanjske poveznice
- Ustav Saarlanda (na francuskom i njemačkom), mrežne stranice Sveučilišta Saarland
- Aide-mémoire o odvajanju njemačkih industrijskih regija 8. rujna 1945. na mrežnim stranicama CVCE
- Morgenthauov plan iz 1944., prijedlog u vezi Saarskog područja s ciljem slabljenja njemačke industrije.